# Kushālgarh
Kushālgarh är en ort i Indien.   Den ligger i distriktet Bānswāra och delstaten Rajasthan, i den centrala delen av landet, 700 km söder om huvudstaden New Delhi. Kushālgarh ligger 293 meter över havet och antalet invånare är 10 349.
Terrängen runt Kushālgarh är huvudsakligen platt, men norrut är den kuperad. Runt Kushālgarh är det tätbefolkat, med 286 invånare per kvadratkilometer. Närmaste större samhälle är Dūngra Chhota, 14,2 km väster om Kushālgarh. Trakten runt Kushālgarh består till största delen av jordbruksmark.